# Musée Bertone
Pour les articles homonymes, voir Bertone.
Le musée Bertone est un musée automobile du design Bertone, de 2012, situé à Caprie, près de Turin, en Italie. La collection Bertone (collezione Bertone) composée de 78 modèles créés par Nuccio Bertone fait partie du « patrimoine artistique national italien ». Ce musée privé n'est pas ouvert au public.

## Historique

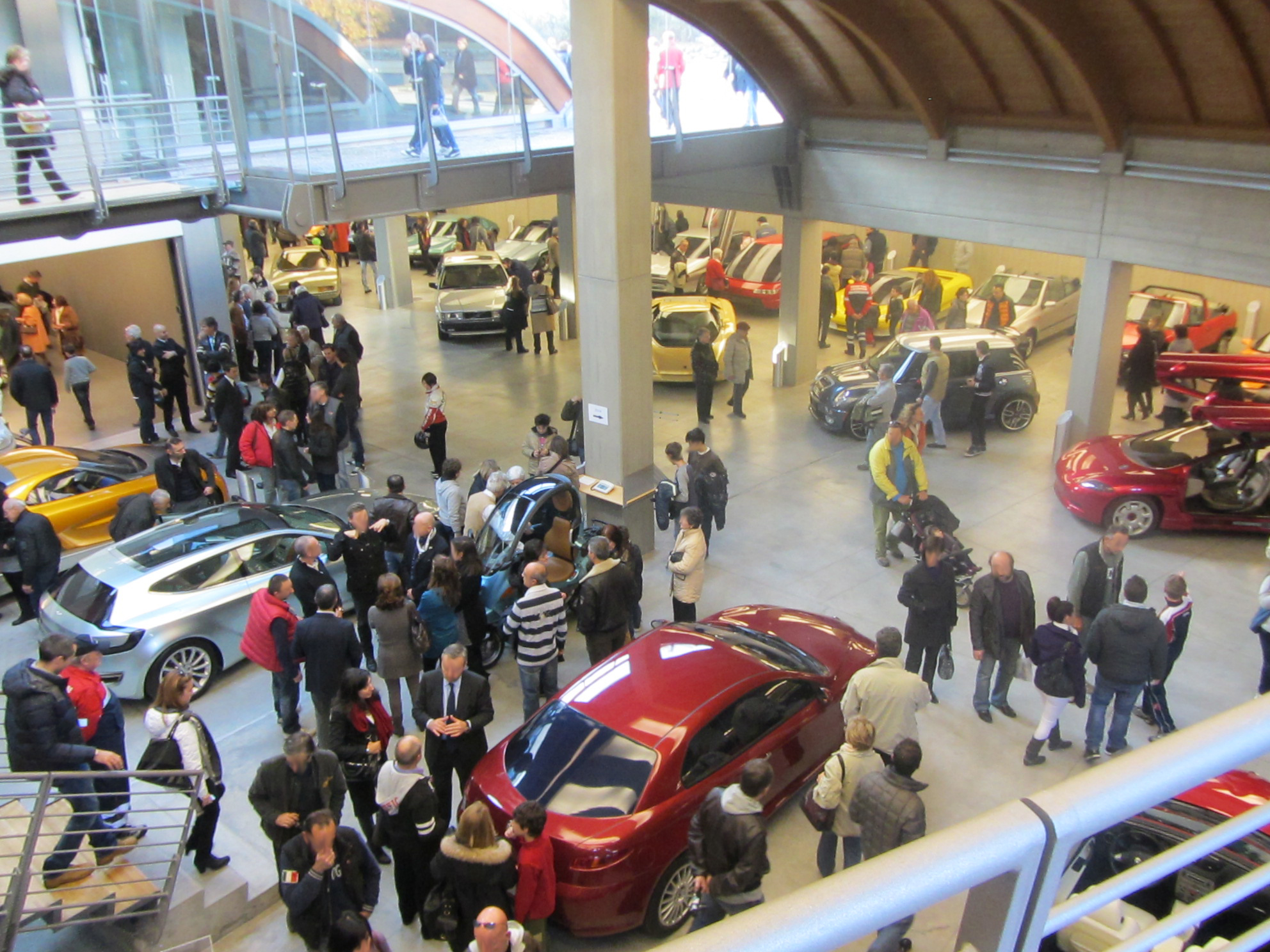

Bertone est fondé en 1912 par Giovanni Bertone (1884-1972) à Caprie près de Turin dans le Piémont. Le bâtiment du siège est conçu personnellement par Nuccio Bertone (1914-1997) à la fin des années 1960, et inauguré en 1971.
Le « musée Bertone » se situe dans une aile du siège, ajoutée en 2005. Il est officiellement ouvert au public en 2012, lors des célébrations du « centenaire de Bertone »
À la suite de la disparition de Nuccio Bertone en 1997, et à la reprise de Bertone par son épouse héritière Lilli Bertone (qui gère la société rachetée par Fiat en 2009) la société connait des difficultés financières et vend six concept-cars de la collection lors de la vente aux enchères du concours d'élégance Villa d'Este 2011 : Lamborghini Marzal de 1967, Chevrolet Testudo de 1963, Lamborghini Bravo (en) de 1974, Lamborghini Athon (en) de 1980, Lancia Sibilo (en) de 1978, et Lancia Stratos Zero de 1970.

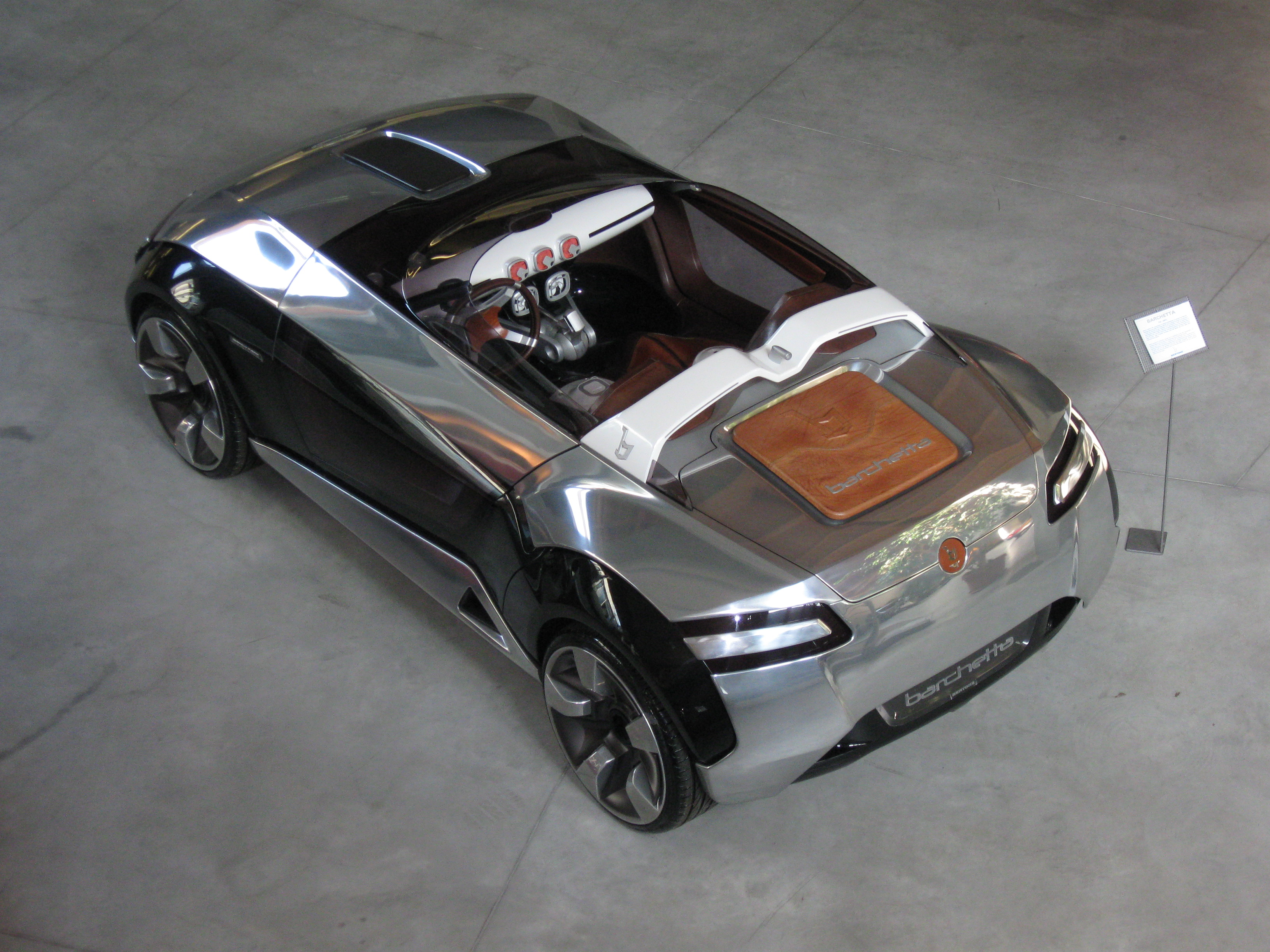
Fiat Barchetta Concept 2007
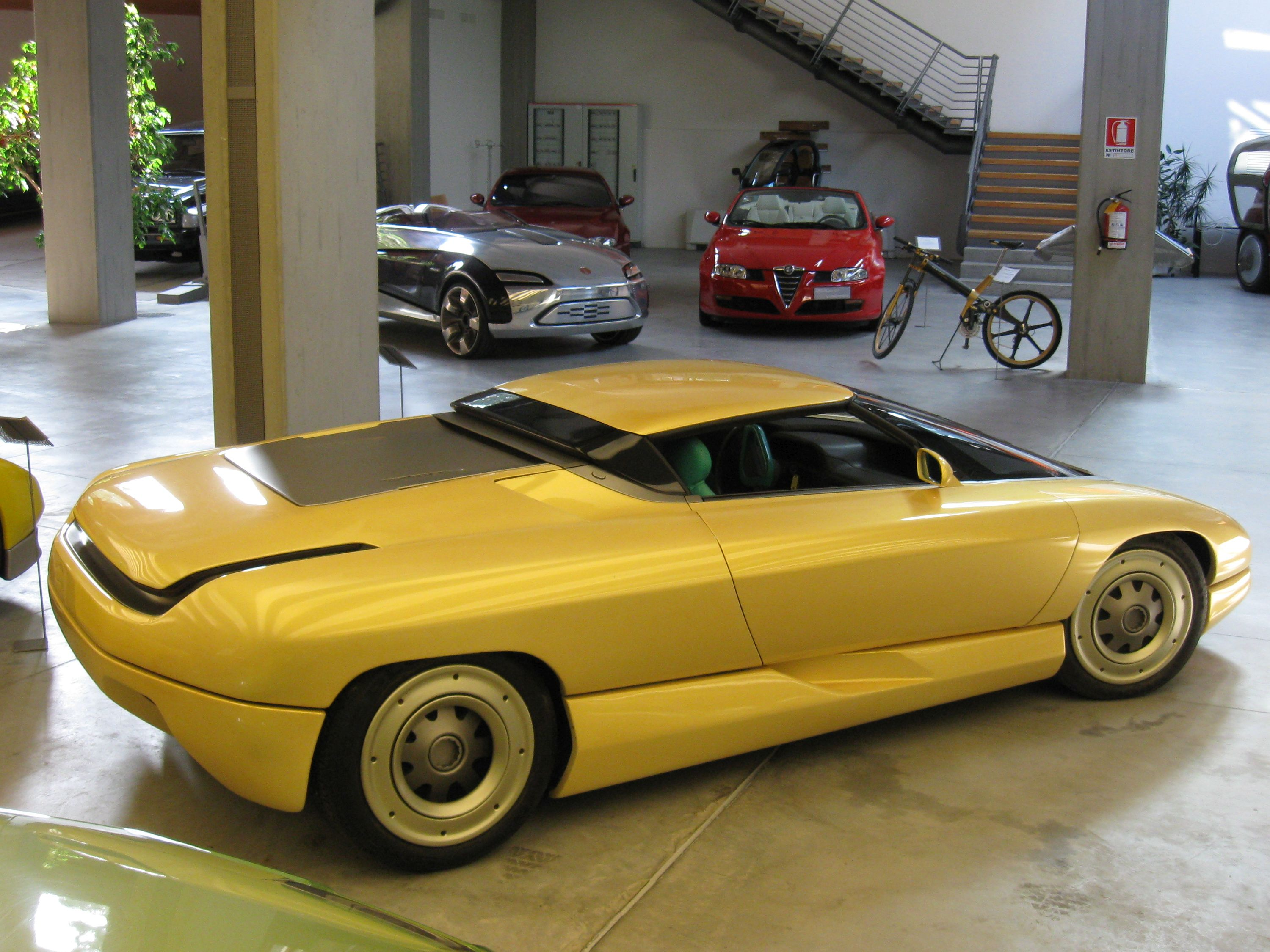
Chevrolet Corvette Nivola concept
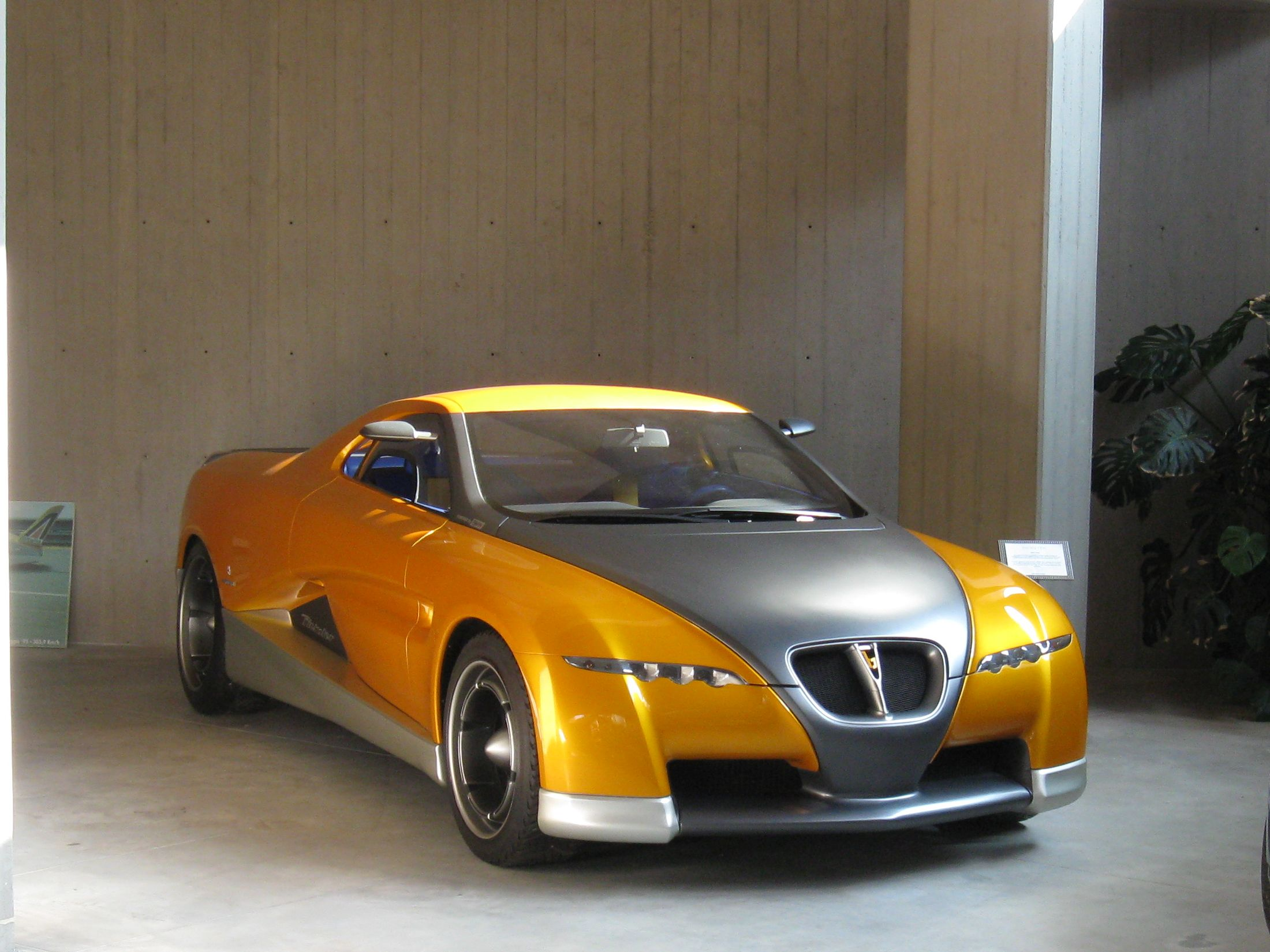
BMW Picster concept